# Project Veritas

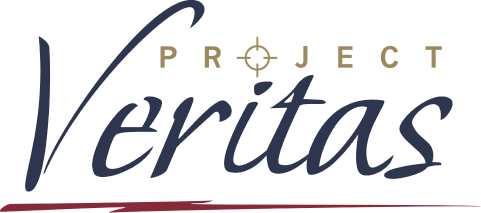
Logo von Project Veritas

Project Veritas ist eine von James O’Keefe gegründete rechtskonservative bis rechtsextreme Enthüllungsplattform, die sich Recherchemethoden bedient, welche ursprünglich aus dem investigativen Journalismus stammen.

## Arbeitsweise
Aktivisten von Project Veritas schleusen sich in das unmittelbare Umfeld des Reportage-Ziels ein und dokumentieren ihre Arbeit mit versteckter Kamera. Themenschwerpunkte sind Vorgänge aus Politik, Medien und dem öffentlichen Leben. Ziel ist nach eigenen Aussagen, Korruption, Unehrlichkeit, Verschwendung, Betrug und Fehlverhalten in öffentlichen und privaten Organisationen zu untersuchen und aufzudecken – immer mit Fokus auf politisch linke und/oder von Konservativen abgelehnte Organisationen.

## Finanziers und Unterstützer
Steuerlich ist Project Veritas als gemeinnützig anerkannt.
Vor der Präsidentschaftswahl 2016 spendete die Donald J. Trump Foundation 20.000 US-Dollar an das Projekt. Auch der Großinvestor Peter Thiel unterstützt Veritas finanziell. Weitere Großspender sind Robert Mercer und die Koch-Brüder.

## Öffentliches Aufsehen (Auszug)
Undercover-Videos zu CNN
Im Juni 2017 erregte die Veröffentlichung dreier Undercover-Videos über den US-Nachrichtensender CNN Aufsehen. Im ersten mit versteckter Kamera gefilmten Video äußert sich John Bonifield, CNN-Produzent für Gesundheitsthemen, abwertend über die Trump-Russland-Berichterstattung von CNN. Bonifield rechtfertigte CNNs Handeln mit den dadurch steigenden Quoten. Im zweiten mit versteckter Kamera gefilmten Video äußerte der politische Kommentator von CNN, Van Jones, „the Russia thing is just a big nothing burger.“ Van Jones dementierte nach der Veröffentlichung umgehend und stellte klar, dass der gezeigte Ausschnitt das Gegenteil seiner Überzeugung suggeriere. Im dritten Video bezeichnete Jimmy Carr, Produzent der CNN-Morning-Show New Day, Donald Trump als „Clown“ und „fucking crazy“ und die amerikanischen Wähler als „stupid as shit“.
Auftreten als vorgebliches Vergewaltigungs-Opfer
Der Washington Post gegenüber behauptete die Project-Veritas-Aktivistin Jaime Philips im November 2017, als Jugendliche vom republikanischen Senatskandidaten Roy Moore geschwängert worden zu sein und das Kind abgetrieben zu haben. Moore wurde zu dem Zeitpunkt von zwei Frauen vorgeworfen, gegen sie sexuell übergriffig geworden zu sein. Philips war als Lockvogel darauf angesetzt worden, Falschinformationen zu verbreiten, um die betroffenen Medien anschließend als Lügenpresse vorzuführen. Die Washington Post zeigte auf, dass sie Dutzende Journalisten über Politik ausgehorcht und Gespräche heimlich mitgeschnitten hatte. Project Veritas veröffentlichte die entsprechenden Videos, „wohl als Racheaktion auf die Post-Enthüllungen“, wie die Süddeutsche schrieb.

## Social Media
Im Februar 2021 wurde der Account der Organisation auf Twitter dauerhaft gesperrt. Im April 2021 sperrte Twitter schließlich auch den Account von Gründer James O’Keefe und begründete dies mit Manipulation der Plattform und Spam. O’Keefe war bereits im Februar temporär gesperrt worden. Nach der Übernahme von Twitter durch Elon Musk wurden beide Accounts wieder freigegeben.